# Saulcet
Saulcet – miejscowość i gmina we Francji, w regionie Owernia-Rodan-Alpy, w departamencie Allier.

## Demografia
Według danych na rok 1990 gminę zamieszkiwało 589 osób, a gęstość zaludnienia wynosiła 74 osoby/km². W styczniu 2015 r. Saulcet zamieszkiwały 682 osoby, przy gęstości zaludnienia wynoszącej 85,7 osób/km².